# Ndawathumu River
Ndawathumu River är ett vattendrag i Fiji.   Det ligger i divisionen Norra divisionen, i den nordöstra delen av landet, 160 km norr om huvudstaden Suva. Ndawathumu River ligger på ön Vanua Levu.